# Johann von Bucka
Johann von Bucka, ou Jan Železný, surnommé Johann der Eiserne, Ioannes Pragensis et Ionanes Germanus (né vers 1360 à Prague et mort à Esztergom ou Bratislava, le 9 octobre 1430) est un cardinal bohémien du XVe siècle. Il est membre de l'ordre des norbertins.

## Biographie
Johann von Bucka est prévôt de Vyšehrad. Von Bucka est évêque de Litomyšl de 1408 à 1420, administrateur en 1416 et évêque en 1418 d'Olomouc. En 1421, il est nommé administrateur de l'archidiocèse de Prague.
Le pape Martin V le crée cardinal lors du consistoire du 24 mai 1426. À partir de 1429, il est aussi administrateur de Vác. Le cardinal n'hésite pas à combattre les hérétiques avec l'arme, habillé de fer, d'où son surnom der Eiserne.